# Permiakia

Bandeira de Permyakia

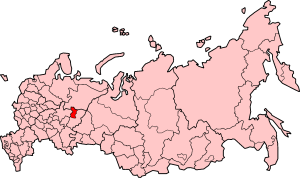
Distrito Autônomo de Permyakia (em vermelho)

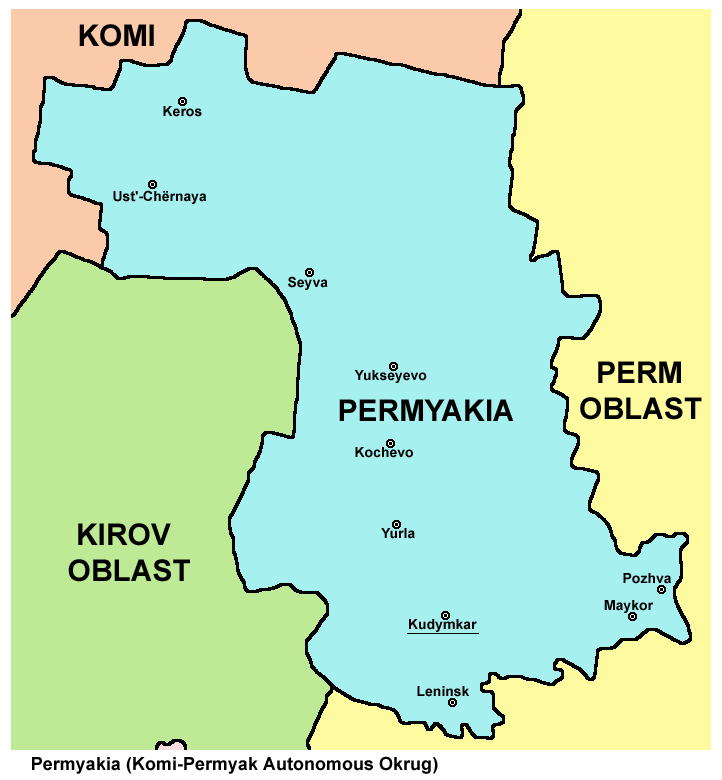

Permiakia, oficialmente distrito autônomo dos Komi-Permiak (russo:  Ко́ми-Пермя́цкий о́круг, tr. Kómi-Permiátski ógrug; em komi: Перым-Коми автономия кытш, tr. Perym-Komi avtonomia kytsh) é uma antiga divisão federal da Federação da Rússia. A 1 de dezembro de 2005 foi fundido com o oblast de Perm para formar o krai de Perm.